# Ochotona hyperborea
A Pika-do-norte (Ochotona hyperborea) é um lagomorfo encontrado no norte da Ásia.